# José Manuel Silva Oliveira
José Manuel Silva Oliveira, meglio noto come Zé Manuel (Braga, 23 ottobre 1990), è un calciatore portoghese, attaccante dell'Oliveirense.

## Caratteristiche tecniche
Gioca come ala.

## Carriera

### Club
Ha giocato nella prima divisione portoghese, in quella polacca ed in quella rumena.

### Nazionale
Tra il 2007 ed il 2008 ha giocato complessivamente 4 partite con la nazionale portoghese Under-18.

## Palmarès

### Club

#### Competizioni nazionali
- Segunda Liga: 1

Rio Ave: 2021-2022